# Samhain (Band)
Samhain war eine US-amerikanische Rockband, die von 1983 bis 1987 existierte. Gründungsmitglied und einzig durchgängiges Mitglied war Sänger und Texter Glenn Danzig. Samhain gilt als musikalisches Bindeglied zwischen Danzigs vorheriger Band, den Misfits, und dem Nachfolgeprojekt Danzig. Der Name leitet sich vom gleichnamigen keltischen Fest Samhain ab und wird üblicherweise [ˈsˠəu̯nʲ] ausgesprochen, zuweilen auch [ˈsæmheɪn].

## Geschichte
Nachdem es zwischen Glenn Danzig und den anderen Bandmitgliedern der Misfits zu Differenzen gekommen war, wurden diese aufgelöst. Samhain gelten neben den Misfits als Begründer des heutigen Horrorpunk. Die Bandbreite der Musik von Samhain war jedoch deutlich breiter gefächert. Ein schleppender, stellenweise mit Chören versehener Sound kennzeichnet den musikalischen Stil der Band, der zwischen Horrorpunk, Gothic Rock und Heavy Metal der 1980er Jahre angesiedelt ist.
Nach der Auflösung der Misfits gründete Danzig zusammen mit Eerie Von und Al Pike die Band. Im August 1984 erschien auf dem Plattenlabel Plan 9 das erste Samhain-Album Initium (lat.= Neubeginn) mit insgesamt zehn Liedern. Im April 1985 erschien die EP Unholy Passion mit fünf Liedern. War Initium noch mit starken Misfits-Einflüssen versehen, drifteten Samhain nun auf Unholy Passion schon in Gothic-Rock-Bereiche. Mit November Coming Fire erschien 1987 das letzte reguläre Album von Samhain, auf dem unter anderem der Misfits-Titel Halloween II in neuem Gewand erschien. Dieses Album war zudem Glenn Danzigs erste Platte, die er auch selbst produzierte. Anfang 1987 wechselten Samhain zu American Recordings und es erfolgte eine Umbenennung in Danzig. Das düstere, mit okkulten Symbolen spielende Konzept von Samhain spiegelte sich auch noch in den ersten Danzig-Alben wider.
Obwohl Samhain im Grunde seit 1987 nicht mehr existiert, wurde zum Anlass des Erscheinens von Box Set im Jahr 2000 mit einigen früheren Musikern der Band noch einmal vorübergehend zusammen mit der Band Danzig getourt. Glenn Danzig selbst bezeichnete dies jedoch als einmalige Sache und schließt weitere Auftritte von Samhain aus.

## Diskografie
- 1984: Initium (Plan 9)
- 1985: Unholy Passion (EP, Plan 9)
- 1986: November-Coming-Fire (Plan 9)
- 1990: Final Descent (Plan 9)
- 2000: Box Set (Kompilationsalbum, E-Magine Entertainment)
- 2002: Samhain Live '85 - '86 (Livealbum, E-Magine Entertainment)